# Yuya Sato
Yuya Sato (佐藤 優也 Sato Yuya?), född 10 februari 1986 i Chiba prefektur, är en japansk fotbollsspelare.
Sato började sin karriär 2004 i Ventforet Kofu. Efter Ventforet Kofu spelade han för Consadole Sapporo, Giravanz Kitakyushu, Tokyo Verdy och JEF United Chiba.